# Élection présidentielle afghane de 2004
L'élection présidentielle afghane de 2004 s'est tenue le 9 octobre 2004. Elle aboutit à l'élection d'Hamid Karzai au premier tour, mais demeure entachée de fraudes.

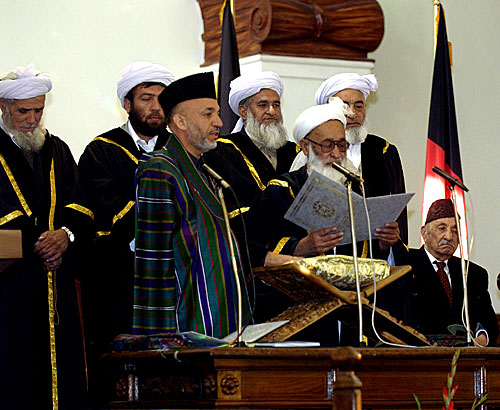
Investiture du président élu Hamid Karzai le 7 décembre 2004.

## Résultats
Trois femmes participent à ces élections : Massouda Jalal, médecin, est candidate à la présidence tandis que Nelab Mobarez et Shafiqa Habibi sont candidates à la vice-présidence, aux côtés de, respectivement Homayoun Assefi et Abdul Rachid Dostom,.
Au 26 octobre 2004, malgré la reconnaissance de fraudes très massives, les chiffres retenues par l'Organe mixte d'administration des élections afghanes sont les suivants (98,4 % du dépouillement effectué) :
- Hamid Karzai : 55,5 % soit 4 397 306 voix.
- Younous Qanouni : 16,2 % soit 1 283 952 voix.
- Hâdji Mohaqqeq : 11,7 % soit 923 756 voix.
- Abdul Rachid Dostom : 10,1 % soit 802 633 voix.
- Latif Pedram : 1,3 % soit 100 446 voix.
- Massouda Jalal : 1,1 % soit 88 397 voix.
- Sayed Eshaq Gailani : 1,0 % soit 78 922 voix.
- Ahmad Shah Ahmadzai : 0,8 % soit 59 945 voix.
- Prof. Abdoul Sattar Sirat : 0,4 % soit 29 677 voix.
- Homayoun Assefi : 0,3 % soit 25 881 voix.
- Gholam Farouq Nijrabi : 0,3 % soit 24 083 voix.
- Abdoul Hadi Dabir : 0,3 % soit 23 763 voix.
- Abdoul Hafez Mansour : 0,2 % soit 19 394 voix.
- Abdoul Hadi Khalilzay : 0,2 % soit 17 991 voix.
- Mir Mohammad Mahfouz Nidaï : 0,2 % soit 15 720 voix.
- Mohammad Ibrahim Rachid : 0,2 % soit 13 603 voix.
- Wakil Mangal : 0,1 % soit 11 639 voix.
- Abdoul Hasib Aryan : 0,1 % soit 8 232 voix.